# 鍾翰林
鍾翰林（英語：Tony Chung Hon Lam；2001年4月22日—），香港流亡社運人士，前「學生動源」召集人。自2023年12月起於英國尋求政治庇護。
因在監管期間逃亡涉嫌違反監管令，被懲教署發出召回令及聯絡其他執法部門通緝。另外因涉嫌違反《港區國安法》被警方國安處懸紅一百萬港元通緝。

## 簡歷

### 成立學生動源
鍾翰林主張香港獨立建國，認同抗爭不應設底線，不排除任何手法促使「香港獨立」，甚至使用暴力或流血推翻政權。2016年4月5日，鍾翰林與張若非、歐陽剛共同成立學生動源，四人由2016年香港立法會新界東地方選區補選時成為本土民主前線選舉時認識。。
根據一個在2016年8月進行的訪問，鍾翰林認為，若香港獨立應實行徵兵制建立軍隊，在國際盡量保持中立，減少與鄰近地方形成敵對關係，在政治上需要一套完整民主體制，另外還要重建海水化淡廠、復興農業工業。

### 光復上水
光復上水為2016年5月1日在香港新界北區上水所發生的社會運動，由北區水貨客關注組、香港民族陣綫、科大行動、勇武前綫、學生動源在網上發起，原因為抗議香港境內水貨客問題，雖然「一簽多行」改為「一週一行」，但北區的水貨客問題仍然十分嚴重，目標與自2012年9月起發動的光復上水站的原因相近。示威者指控來自中國大陸的水貨客充斥著上水，涉嫌從事走私活動，長期霸佔附近通道及巴士站，同時使到物價膨脹，嚴重影響居民生活。遊行會由上水新功街起步，遊行至港鐵上水站C出口外。
北區水貨客關注組原預料「五．一上水齊勞動」有約百人參與，惟遊行前一天，陳雲在facebook透露有人會混入行動人群中搞事，呼籲支持者不要參與。結果遊行當日只有數十名網民響應社交網絡號召，集中到上水新功街水貨客的集散範圍示威。而警方派出約300名人員戒備，並亦築起人鏈分隔。
其後北區水貨客關注組發言人梁金成表示收到可靠消息，指疑有城邦派人士混入遊行隊伍「搞事」，擔心出現年初一旺角衝突的場面，下午3時20分突然宣佈取消行動。

### 於校園進行政治宣傳
鍾翰林於2016年表示，希望日後能在各區中學設立探討「港獨」的關注組，並能在校園主辦論壇，邀請本土派等正反組織出席，但相信阻力重重。
同年8月19日鍾翰林出席電台節目時表示，現時已有17間中學成立關注組，將支援他們製作單張，宣傳反對普教中、支持繁體字和香港獨立，並組織中學生聯署致函各大領事館，表明有中學生希望香港獨立。相對於台灣，他相信有更多國家會承認香港獨立後的地位。

### 遭文匯報跟蹤
2017年10月，《文匯報》被指跟蹤鍾翰林。跟蹤時間包括於10月20日，由鍾翰林放學至返歸。2017年10月23日，《文匯報》於報導展示鍾翰林之居所之大門。
鍾翰林擔任召集人之組織學生動源發聲明譴責，《文匯報》嚴重侵犯其召集人鍾翰林之個人私隱，同時表示，無懼任何騷擾，會繼續將港獨聲音帶入校園。

### 遇襲

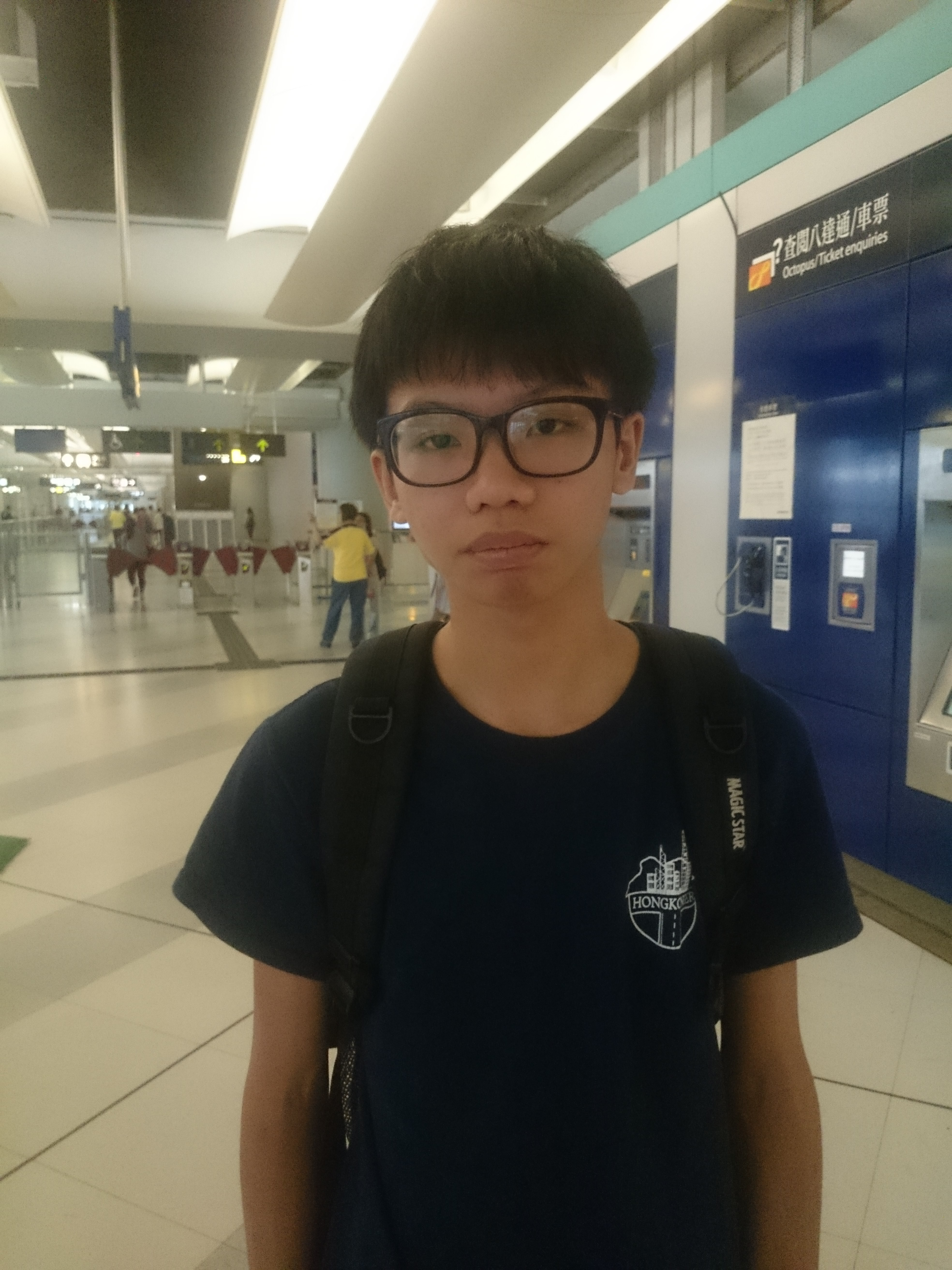
鍾翰林於西鐵綫元朗站

2018年11月9日，鍾翰林在個人Facebook表示在元朗上學途中被不明男子推撞襲擊，對方拳打其臉部，試圖搶走其手提電話，他立即報警。鍾翰林稱自己近一星期以來發現遭「穿黑衣、身形瘦削，有時戴口罩和帽」人士跟蹤，而自己未有在校內與人結怨，但懷疑是有政見不同的人襲擊他。警方將案件列普通襲擊跟進。

### 侮辱国旗案
2019年5月13日，鍾翰林在香港立法會綜合大樓外示威區通宵留守抗議香港政府擬修訂逃犯條例。翌日，鍾與市民於示威區發生爭執，搶走保衛香港運動成員手上的中華人民共和國國旗。
5月22日，鍾翰林被香港警察以涉嫌刑事毀壞上門拘捕。鍾翰林起初被落案起訴一項刑事毀壞罪，其後獲改控侮辱國旗罪，並加控非法集結罪。案件2020年11月於東區裁判法院審理，鍾翰林拒絕認罪。拘捕警員作供時指出，鍾翰林曾承認用力將旗幟扯下來並扔在地上；辯方質疑鍾翰林並非自願招認，但裁判官黃雅茵判定被告自願招認、表證成立。最終鍾翰林於12月11日被裁定全部罪名成立，12月29日被判囚4個月。

### 解散學生動源香港總部
2020年6月30日，因應中華人民共和國全國人大常委會通過《港版國安法》，「學生動源」在社交網站發文，指召集人鍾翰林已根據組織會章停止香港地區一切事務，即日起遣散香港地區全體成員，所有組織事務將會交由海外成員繼續運作。學生動源海外成員將正式設立外國分部接管組織一切事務。
鍾翰林表示，無奈作出沉重的決定，決定遣散香港地區成員停止香港境內運作，保障所有身份已曝光的成員人身安全，並辭任學生動源召集人一職，同時退出學生動源。

### 分裂国家案

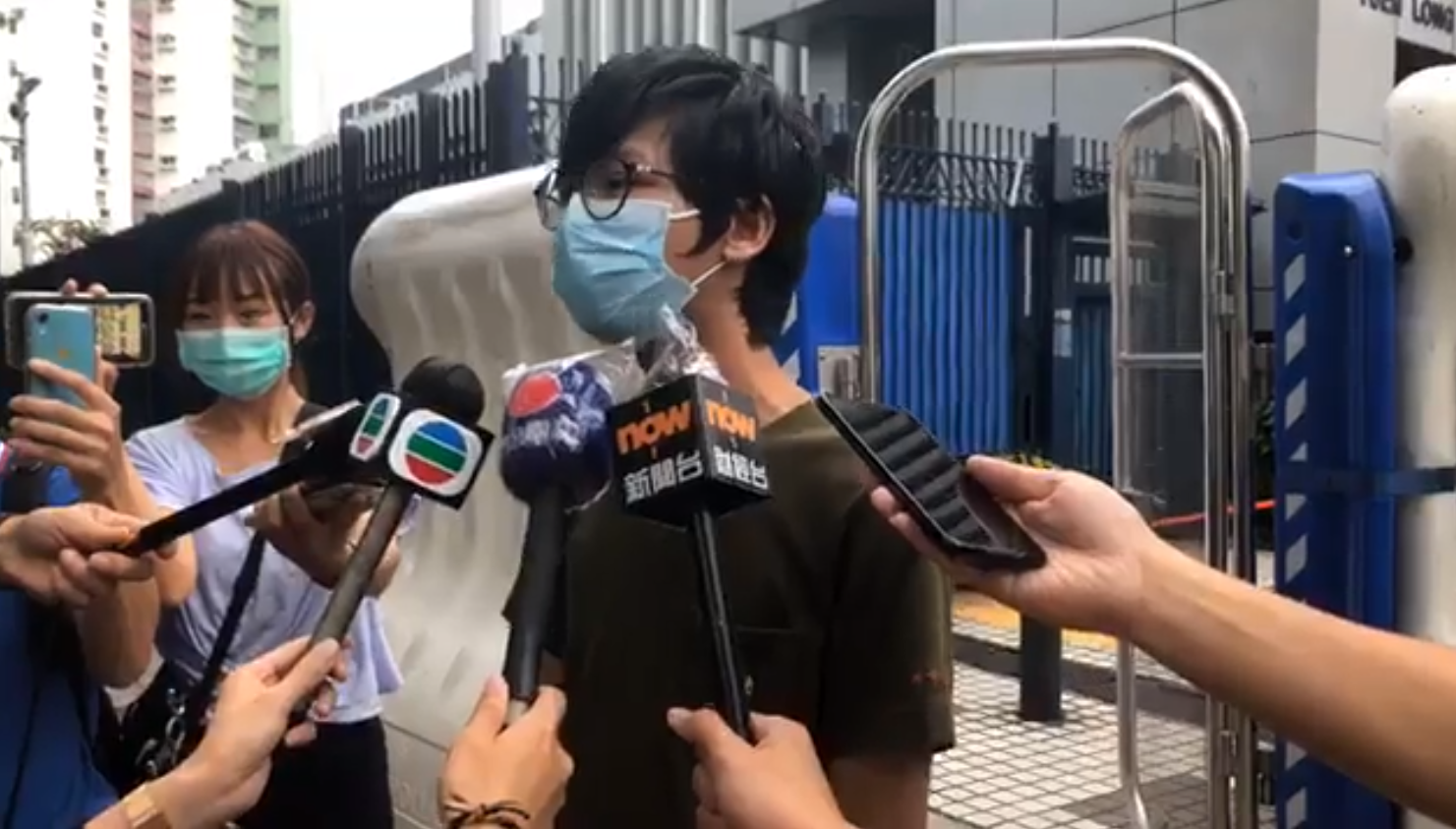
鍾翰林到7月31日中午獲保釋，離開元朗警署

2020年7月29日下午，他在元朗準備到旺角警署為另一宗案件報到期間，突然被多名便衣男子帶走到元朗千色匯商場的後樓梯，按住面部要求解鎖電話，形容行為如「好似黑社會咁擄走我」。其後警方國安處出示搜查令，到其位於元朗住所上門搜查4小時，檢走物品大量和國家安全無關的物件，如他的成績表、入台證和其他私人物品等，並以涉嫌違反香港國安法分裂國家罪為由拘捕。他在晚上9時被兩名便衣警員被鎖上手扣帶走。這是警隊國安處在同年7月1日成立後，首次主動出擊拘捕社運人士的行動。另外前學生動源發言人何諾恆、成員何忻諾及陳渭賢亦被警方拘捕。鍾翰林到7月31日中午以5000元保釋，離開警署。他表示未被警方正式落案起訴，但要求交出旅遊證件和72小時內刪除部分社交平台文章，並檢取其唾液樣本以獲取DNA。他質疑警方的拘捕是否「政府操控」。
10月27日，鍾翰林再次被香港警方国安处人员拘捕。鍾據報在當天計劃到美國駐港總領事館，尋求政治庇護，但在等候其開始營業時，在附近的咖啡店被警方以涉嫌煽動他人分裂國家為由被捕，警方期後又起訴他兩項「處理已知道或相信為代表從可公訴罪行的得益的財產罪」和一項「串謀發佈煽動性刊物罪」，在10月29日被押至西九龍裁判法院出庭提訊，法院同意控方將案件押後至翌年1月7日再訊，而鍾申請保釋則被拒絕。
11月23日，鍾翰林被裁定分裂國家及洗黑錢兩罪罪成，被判囚3年7個月。

### 獄中受虐
學生動源前成員何諾恆向《立場新聞》透露，鍾翰林於11月22日向一名探望他的朋友表示懲教助理禤雅達在沒有任何理由下，要求鍾在自由活動時間步操1至3小時不等。黃之鋒亦得知鍾翰林在懲教所被無理體罰至胃痛的程度，仍被要求繼續步操。懲教署回覆《立場新聞》查詢表示並無此事，並對於有個別公眾人士作出惡意指控予以嚴厲譴責。另外，署方已展開內部調查， 並表示將嚴肅跟進對外發放假消息在囚人士。
11月23日，黃之鋒在社交網站表示，有人向他透露，鍾在壁屋懲教所疑遭無理體罰，在鍾表示身體不適後，仍被要求不斷步操。而過往也有傳出在壁屋懲教所向政治犯，要求邊唱反修例歌曲邊自摑。

### 流亡
2023年12月28日，鍾在社交媒體表示已經抵達英國尋求政治庇護，透露刑滿後被香港國安人員禁止離港及限制打工，並要求鍾定期會面，提議到中國大陸考察，或充當線人供出其他「黃人」，令其心力交瘁需要求醫，及後指出淋巴系統出現問題。鍾指出國安人員在其抵達英國後，依然不斷聯絡他。此前國安人員向鐘表示國安法第63條禁止向任何人透露溝通內容，包括醫生，律師等。行政會議成員湯家驊其後證實無誤。
次日（29日），中国驻英国大使馆刊出聲明，要求英國政府儘快將鍾緝拿歸案並遣返香港；中國外交部發言人毛寧在記者會中表示「我想強調的是，香港是法治社會，執法必嚴，違法必究。挾洋自重，企圖逃避法律責任是徒勞的，必將被依法追究。」同日，香港懲教署副署長梁建業召開記者會，指鍾翰林違反監管令，在沒有通知下抵達英國及在社交媒體上發佈危害國家安全的言論，予以嚴厲譴責，並向其發出召回令及聯絡其他執法部門通緝。
2024年12月24日，警方國安處以違反「煽動分裂國家罪」及「勾結外國或者境外勢力危害國家安全罪」，懸賞港幣一百萬元正通緝鍾翰林及另外五名流亡社運人士。
2025年3月18日早上，警方國安處帶走鍾翰林的44歲姓李後父，協助調查鍾涉嫌煽動分裂國家，及勾結外部勢力危害國家安全的罪行。
2025年8月16日，鍾翰林在Thread分享, 已經獲得英國內政部批出難民身份。

## 註解
1. ↑  其後因違反一年期監管令已被懲教署發出召回令通緝
2. ↑  「黃人」一術語源自黃絲帶，指支持民主的活動人士，港警不想用「民主」這類字眼，所以用「黃人」[40]

## 外部連結
- 鍾翰林的Facebook專頁